# Tunes of War
Tunes of War — сьомий студійний альбом німецького хеві-метал гурту Grave Digger, про боротьбу шотландців за незалежність від Англії, від міжкланових конфліктів в 11-ому столітті до повстання якобітів в 18-ому.
Це був перший альбом Grave Digger з трилогії про середньовіччя, його продовженням стали Knights of the Cross (1997) і Excalibur (1999).

## Список композицій
Усі композиції написані Grave Digger.
1. «The Brave» (Intro) — 2:23
2. «Scotland United» — 4:35
3. «The Dark of the Sun» — 4:33
4. «William Wallace (Braveheart)» — 5:01
5. «The Bruce (The Lion King)» — 6:58
6. «The Battle of Flodden» — 4:06
7. «The Ballad of Mary (Queen of Scots)» — 5:00
8. «The Truth» — 3:50
9. «Cry for Freedom (James the VI)» — 3:17
10. «Killing Time» — 2:53
11. «Rebellion (The Clans Are Marching)» — 4:05
12. «Culloden Muir» — 4:08
13. «The Fall of the Brave» (Outro) — 1:56

Діджіпак версія також включала:
1. «Heavy Metal Breakdown» (Болтендаль)
2. «Witchhunter» (Болтендаль)
3. «Headbanging Man» (Болтендаль)

## Учасники
- Кріс Болтендаль — вокал
- Уве Луліс — гітара
- Томі Готтліх — бас-гітара
- Штефан Арнольд — ударні